# Mellanmätare
Mellanmätare (Phibalapteryx virgata) är en fjärilsart som först beskrevs av Johann Siegfried Hufnagel 1767. Den ingår i släktet Phibalapteryx och familjen mätare, Geometridae.

## Beskrivning
Mellanmätaren är en liten fjäril med en vingbredd på 17 till 23 mm; honan är mindre än hanen. Vingarna är ljusgråaktiga och spetsiga, med ett snett, tvärstrimmigt mönster på framvingarna. Vingarnas mellanparti är mörkare än omgivningen.

## Utbredning
I Sverige förekommer arten i Skåne, Blekinge Halland, Bohuslän, Småland, Öland, Gotland, Västergötland, Östergötland, Södermanland, Västmanland och Uppland. Det är osäkert om den fortfarande finns kvar i Gästrikland. I Finland finns den endast längst i söder. Globalt förekommer den i Mellan- och Sydeuropa inklusive södra England, söderut till Turkiet och Centralasien, och österut via södra Sibirien och norra Kina till Amur.
Enligt den finländska rödlistan är arten starkt hotad i Finland. Enligt den svenska rödlistan är arten nära hotad i Sverige.

## Ekologi
Artens livsmiljö är öppna, torra gräsmarker, gärna på kalkrika jordar. Den är en natt- och skymningsflygare som har påträffats på timjan och måror, bland annat gulmåra. Flygperioden omfattar maj till augusti, under vilken tid den får två generationer. Den sista generationen övervintrar som puppa.

## Bildgalleri

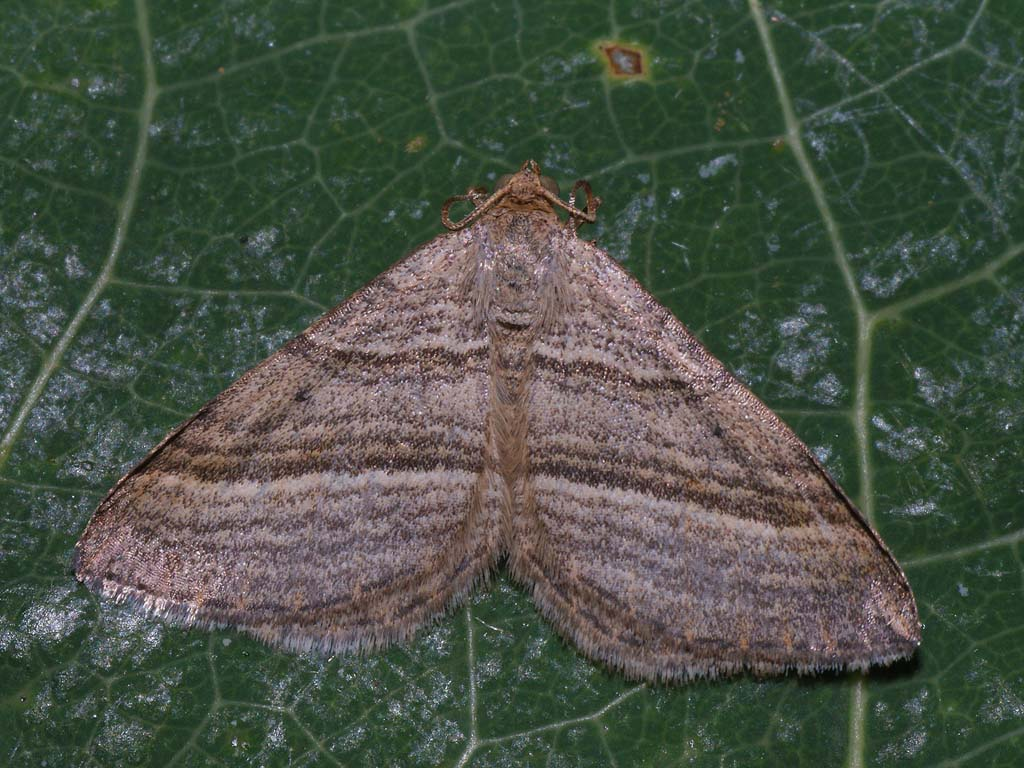
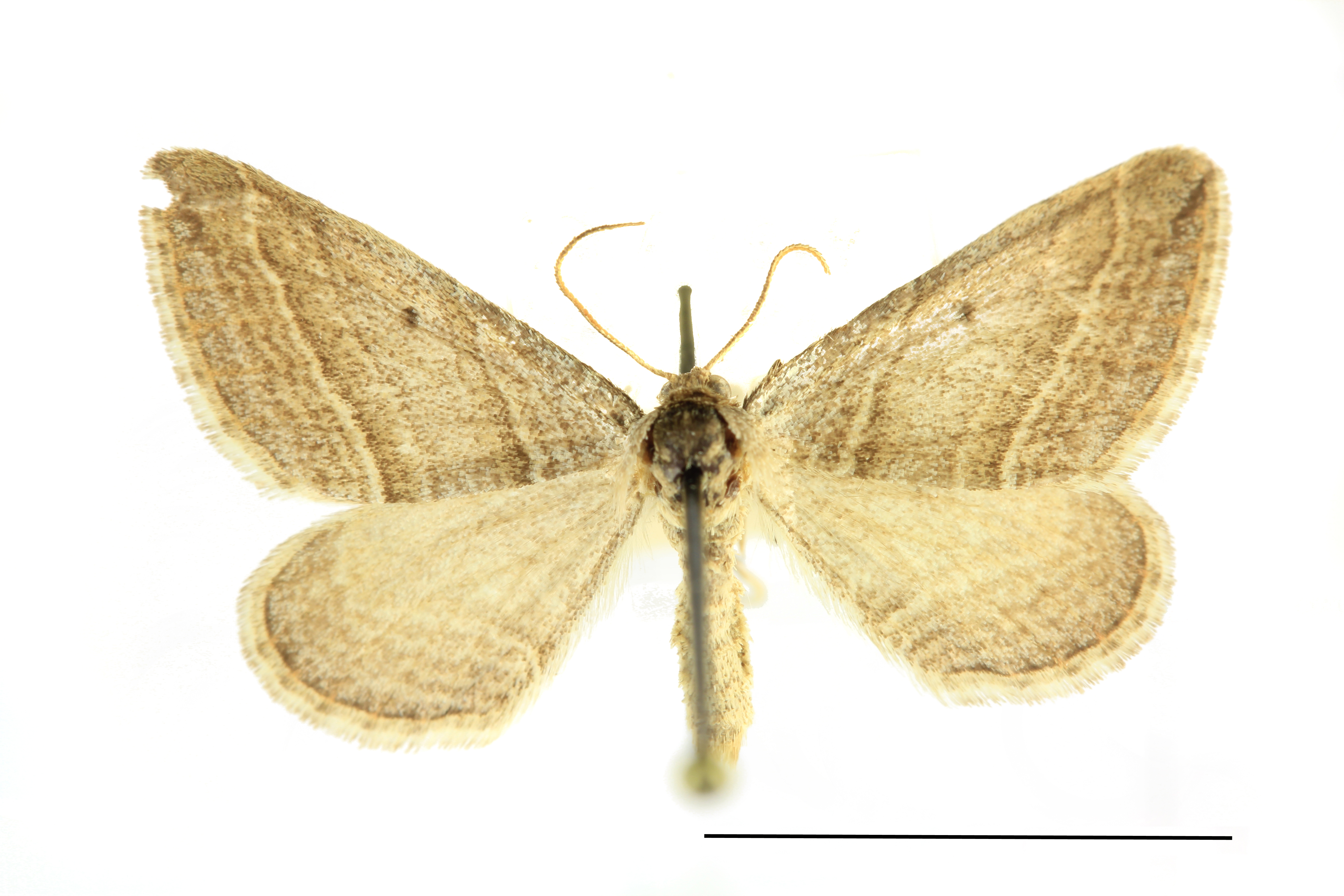
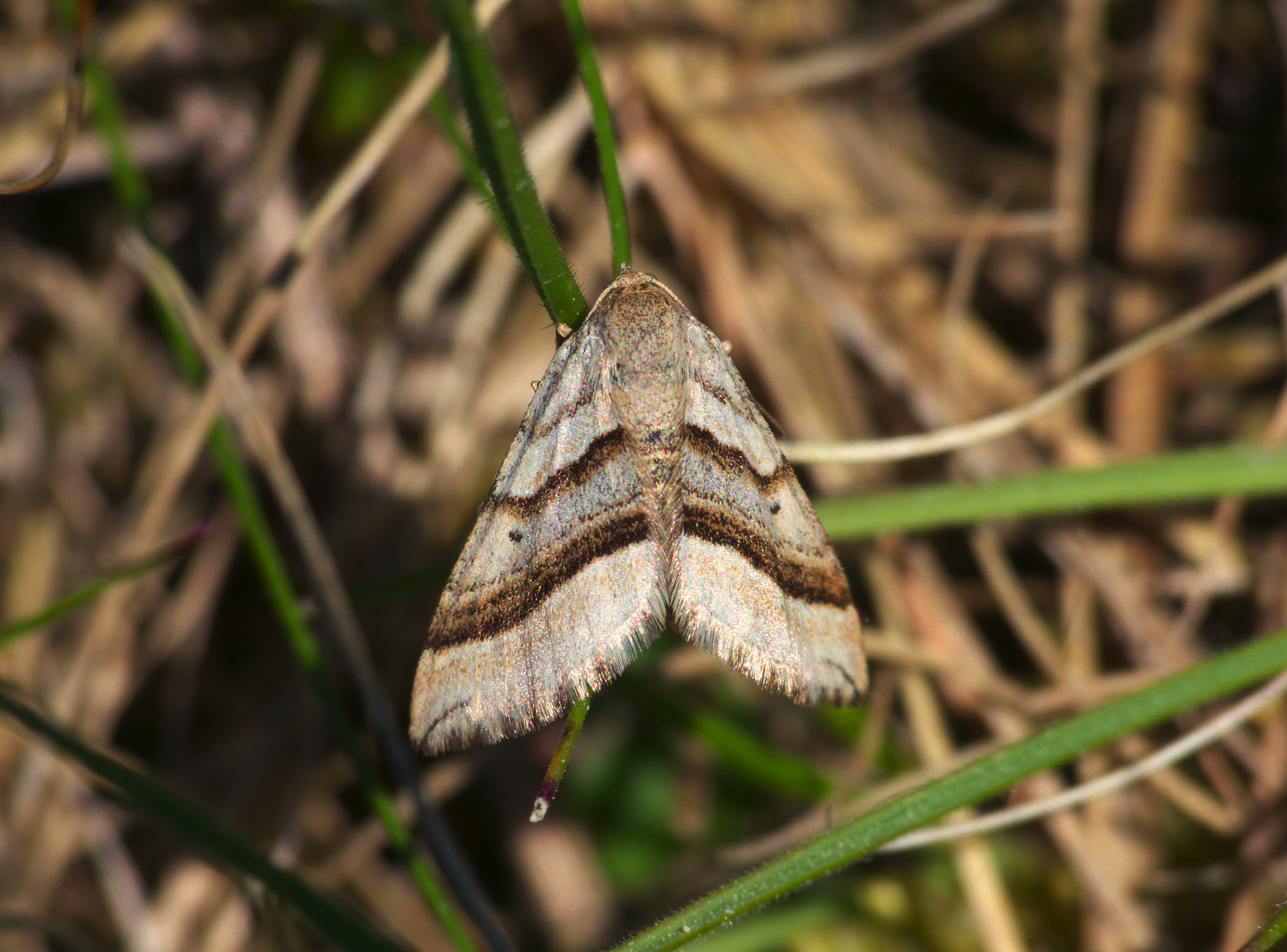